# 日耳曼歐洲

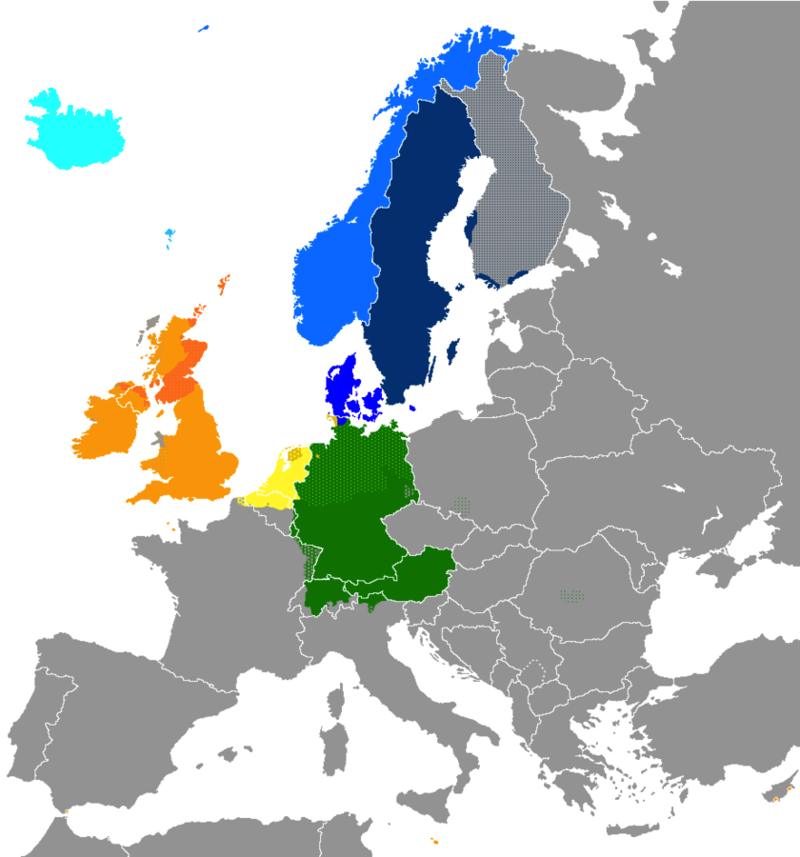
日耳曼語言在歐洲的分布：
西日耳曼語言
德語
低地德語
荷蘭語
菲士蘭語
英語
蘇格蘭語
北日耳曼語言
冰島語
法羅語
挪威語
瑞典語
丹麥語

日耳曼歐洲（英語：Germanic-speaking Europe）是今日使用著日耳曼語言的歐洲地區。

## 使用者
超過2億歐洲人（約30％）的母語是日耳曼語言。同時，全球有5.15億人的母語是日耳曼語言（6.87％）。
- 西日耳曼語言（約1.8億人）
  - 德語歐洲（9000萬人）
    - 德意志人（7800萬人）
    - 奧地利人（700萬人）
    - 瑞士人（460萬人）
    - 波爾察諾人（30萬人）
    - 比利时人（10萬人）

  - 盧森堡語
    - 盧森堡人（30萬人）

  - 荷蘭語（2200萬人）
    - 荷蘭人（1600萬人）
    - 佛拉芒人（600萬人）

  - 英語歐洲（5800萬人）
    - 英格蘭人（4500萬人）
    - 威爾斯人（250萬人）
    - 蘇格蘭人（450萬人）
    - 愛爾蘭人（600萬人）

  - 菲士蘭語（50萬人）
    - 弗里斯蘭人（50萬人）
- 北日耳曼語言（2200萬人）
  - 瑞典人（950萬人）
  - 丹麥人（600萬人）
  - 挪威人（470萬人）
  - 冰島人（30萬人）
  - 法羅人（7萬人）
  - 奧蘭人（3萬人）
  - 芬蘭瑞典族（30萬人）

## 國家
主要人口以日耳曼語作為母語的歐洲獨立國家：
- 奥地利
- 比利时（部分）
- 丹麦
- 德国
- 英国
- 荷蘭
- 挪威
- 瑞典
- 冰島
- 愛爾蘭
- 列支敦斯登
- 盧森堡（部分）
- 瑞士（部分）